# HK417自動步槍
HK417是德國黑克勒-科赫所推出的7.62×51毫米NATO戰鬥步槍，以HK416的內部設計修改而成。

## 設計
HK417採用短行程活塞傳動式系統，比AR-10、M16及M4的導氣管傳動式更為可靠，有效減低維護次數，從而提高效能，並且可以在擊錘未被扳倒的情況下撥至保險位置。
早期的HK417樣槍採用來自HK G3，沒有無彈後定功能的20發金屬彈匣，後期改用了類似HK G36的半透明聚合塑料彈匣，這種彈匣具無彈後定功能。。
HK417採用伸縮槍托設計，槍托底部裝有緩衝塑料墊以降低射擊時的後座力，機匣及護木設有5條戰術導軌，採用自由浮動式槍管設計，整個前護木可完全拆下，以節省維護時間。
HK417具有準確度高和可靠性高等的優點，因此主要以精確射手步槍作主要用途，用於與狙擊步槍作高低搭配，必要時仍可作全自動射擊。
12寸槍管的HK417突擊型（Assaulter）是HK417系列中唯一能與Mk 14 EBR作競爭的產品，因為它縮起槍托後的長度只有805毫米。

## 衍生型

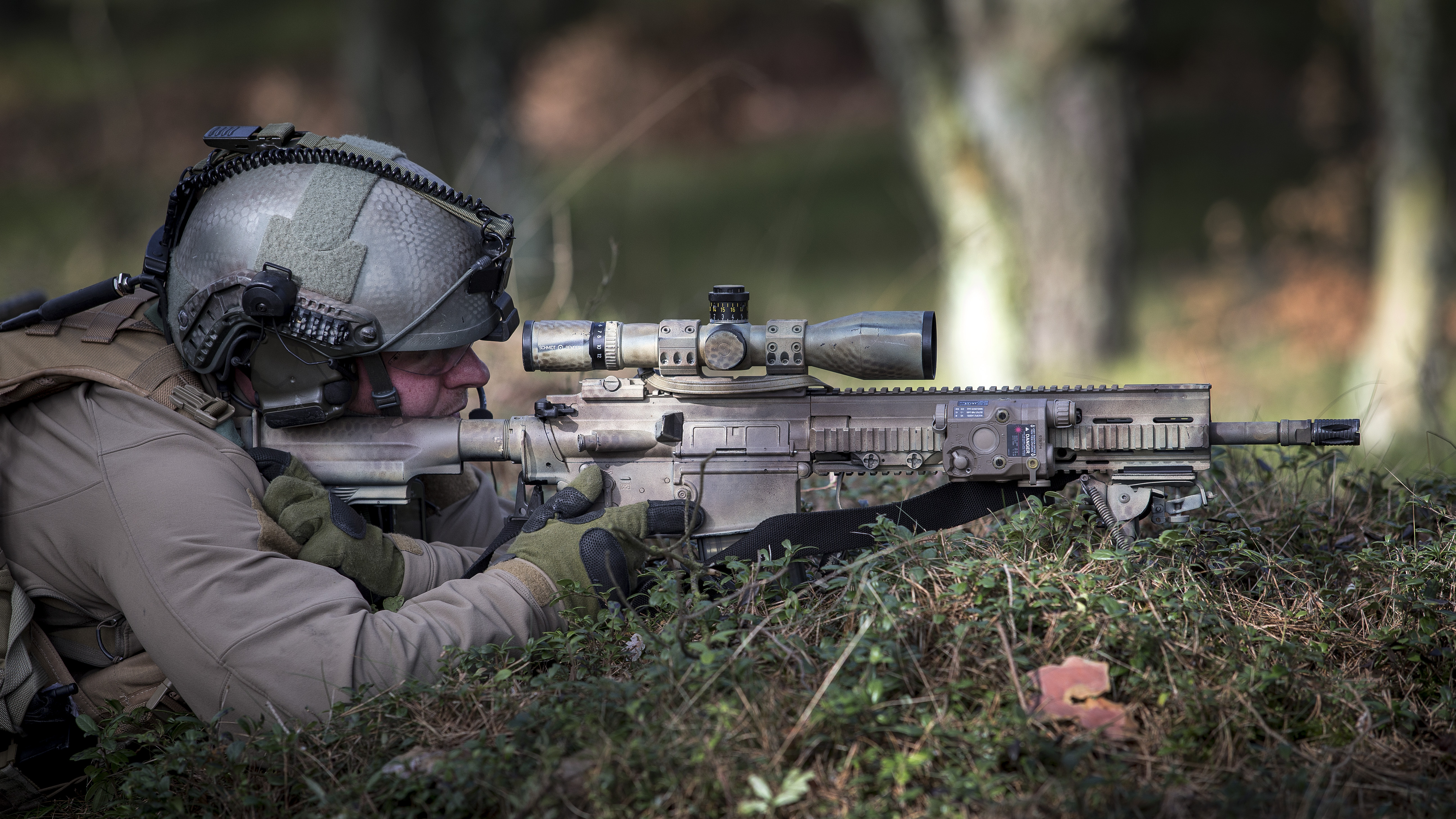
使用HK417 Recce的荷蘭海事特種作戰部隊（MARSOF）隊員

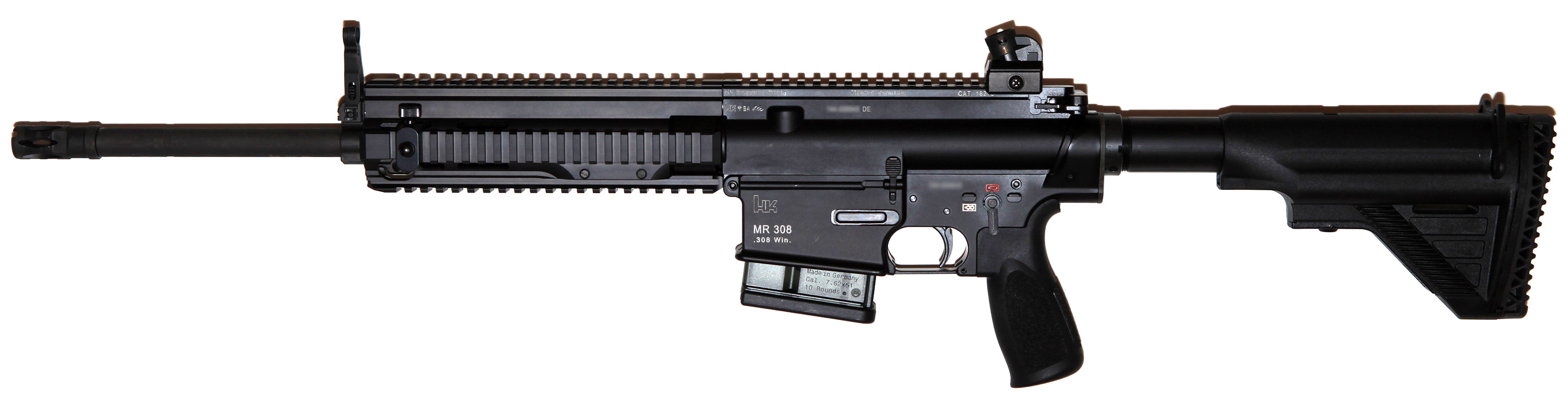
民用MR308

### 軍用型
- HK417突擊型（Assaulter）：12寸槍管
- HK417偵察型（Recce）：16寸槍管
- HK417狙擊型（Sniper）：20寸槍管
- HK417 A2：進行類似於HK416 A5升級的雙邊操作版本，設有13、16.5和20吋槍管。原廠標配快拆機械瞄具。20吋槍管型使用長護木。
- HK417 P：HK417與G28的混合版，改用KeyMod護木，被奧地利陸軍用於測試[4]。
- HK G28：精確射手型，由MR308改進而來，黑克勒-科赫將其命名為HK241。
- M110 A1：被美軍採用，基於G28E的精確射手步槍，採用Geissele配件及OSS抑制器，並取消了復進助推器。
  - M110 A1 CSASS：被美軍採用，以替代M110的G28E
  - M110 A1 SDMR：被美軍採用，基於CSASS的班用精確射手步槍（Squad Designated Marksman's Rifle），改用普通HK417槍托及SIG Sauer TANGO6 1-6×24精確倍率瞄具。用以取代Mk14 EBR。

### 民用型
- MR（Match Rifle）系列：HK417的半自動民用型，分別在國際與美國發售。
  - MR308：半自動民用型，目前只在德國與加拿大發售，槍口螺紋為M15×1。
    - MR308 A2：槍口如SL8般不設螺紋的版本，未曾正式發售。
    - MR308 A3：半自動民用型HK417 A2，全數改用薄身版HKey護木，設有13、16.5及20寸槍管，未配有可調導氣座，握把改為不設儲物空間的V2握把。
    - MR308 A3-28：外觀如同G28的MR308 A3，設有16.5及20寸槍管，仍為鋁製上機匣，並有黑色及RAL 8000綠棕色可選。
    - G28 Z：G28民用型，配置同G28 E2，與G28同樣改用不鏽鋼上機匣，於美國以外地區發售，保留設有儲物空間的V7握把。
    - MR308 A4：加上可調導氣座的MR308 A3，設有.308 Win及6.5 CM兩種口徑[5]
    - MR308 A5：頂部導軌設有20 MOA傾斜，改配上快拆M-LOK護木，射擊選擇桿改為0（保險）-45（半自動）設計，設有.308 Win及6.5 CM兩種口徑[5]
    - MR308 A6：槍機拉柄改為機匣左側的MR308 A5，設有.308 Win及6.5 CM兩種口徑[5][6]

  - MR762：在美國發售的半自動民用型，於2009年推出，槍口螺紋為M15×1。
    - MR762 A1：在美國發售的半自動民用型，後來改配八角型「HK專有『鎖孔』安裝系統」模組化導軌系統護木（Modular Rail System，簡稱MRS），在2020年8月再改配八角型M-LOK護木，槍口螺紋改為5/8×24，部分改用加上A2版空倉掛機釋放鈕護欄的上機匣。
    - MR762 A1 LRP：MR762 A1長步槍套裝（Long Rifle Package），附有Leupold VX•R Patrol 3-9x40mm瞄鏡、G28的附貼腮板槍托以及LaRue BRM-S兩腳架的MR762 A1，改用ERGO握把。附送OTIS清潔工具組、與M27同款的Blue Force Gear槍背帶及派力肯（英语：Pelican Products）槍箱[7][8]。
    - MR762 A1 LRP II：MR762 A1的第二代長步槍套裝（Long Rifle Package II），改用MRS護木及Battle Grip握把，使用加上A2版空倉掛機釋放鈕護欄的上機匣，但並未採用雙邊操作配件[9]。
    - MR762 A1 LRP III：MR762 A1的第三代長步槍套裝（Long Rifle Package III），基本配置與LRP II相同，改用Vortex Viper PSTII 3-15×44 FFP MRAD及八角型M-LOK護木[10]。
    - MR762 A4：2024年推出，全槍升級至MR308 A4規格，並額外改配MR556 A4同設計的M-LOK護木及0（保險）-45（半自動）射擊選擇桿，另外亦不再使用帶鎖結合插梢

### 仿製型
- BRN-7：由美國Brownells從黑克勒-科赫直接購買HK417下機匣鍛造件，交由Primary Weapons Systems加工再銷售的下機匣[11]。並另有銷售直接從原廠HK417分解的部件組[12]。
- MKEK MPT-76：部分設計基於HK417的土耳其國家步兵步槍。

## 使用國

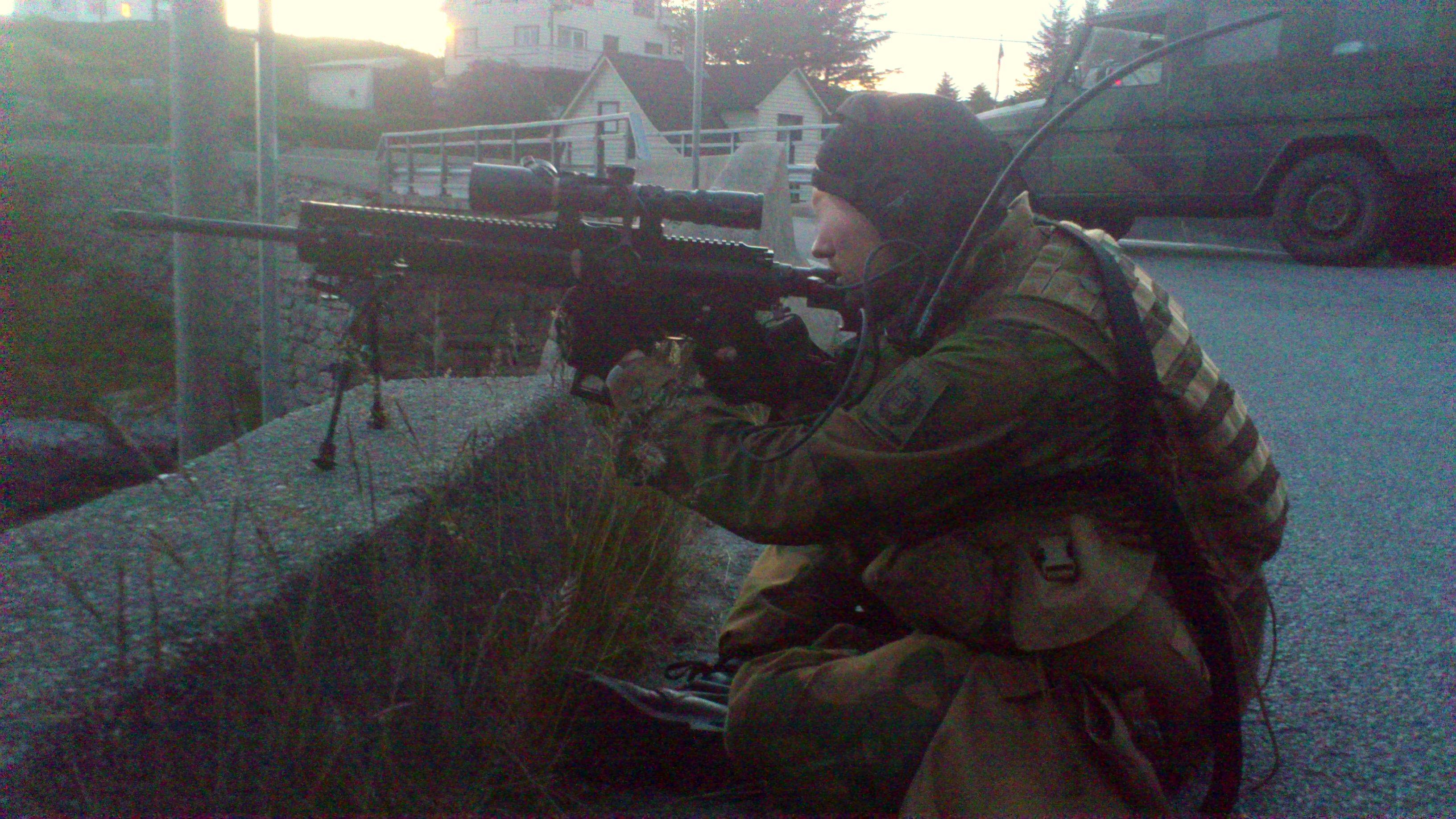
一名以HK 417作狙擊步槍的挪威家園衛兵

在阿富汗的澳洲士兵

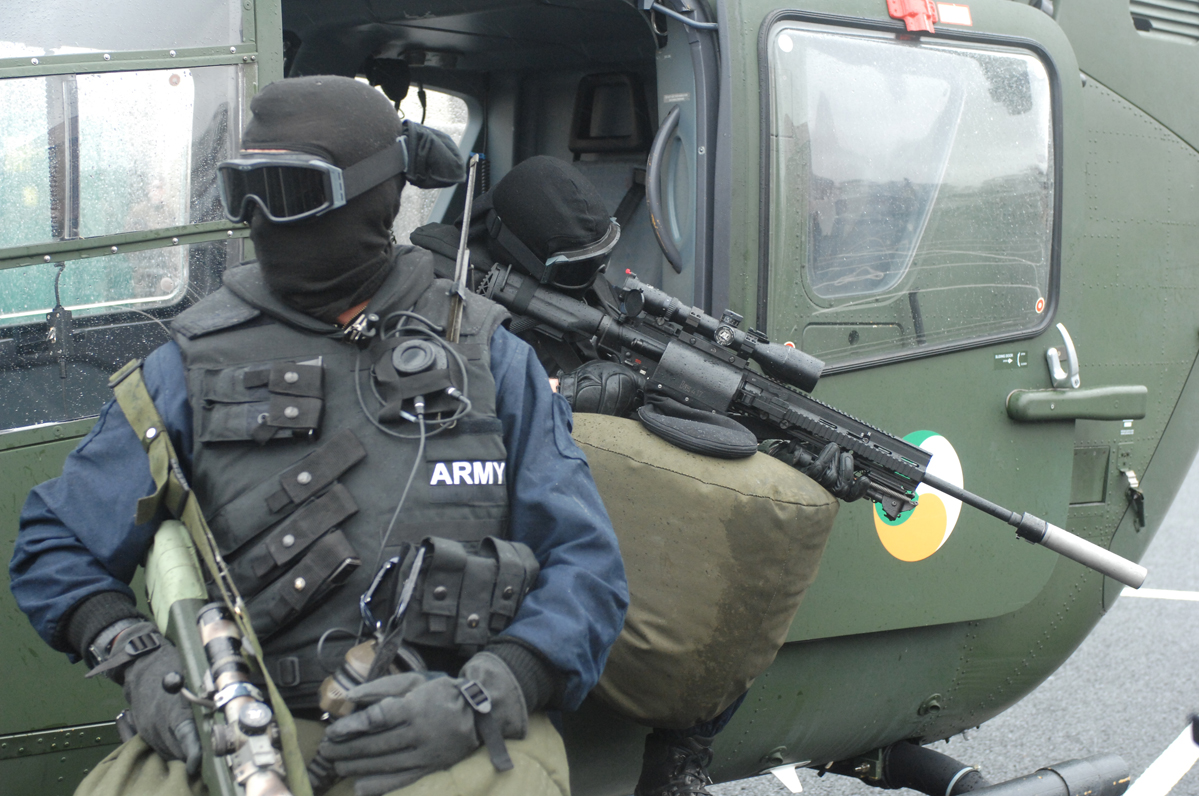
裝備HK417的愛爾蘭陸軍遊騎兵聯隊狙擊手

- 阿尔巴尼亚
  - 阿爾巴尼亞陸軍（英语：Albanian Land Forces）特種作戰團（英语：Special Operations Regiment (Albania)）[13][14]
- - 澳洲陸軍（D16RS，配備6倍ACOG光學瞄準鏡用作精確射手步槍）[13][15][16]
- 奥地利
  - 奧地利陸軍（英语：Austrian Army）獵人突擊隊
- 比利时
  - 比利時聯邦警察（英语：Belgian Federal Police）
- 巴西
  - 巴西聯邦警察[17]
- 加拿大
  - 魁北克省警察
- - 克羅地亞陸軍（英语：Croatian Army）及特種作戰旅（英语：Special_Operations_Battalion_(Croatia)）（D14.5RS；用作精確射手步槍用途） [18]
- 丹麦
  - 丹麥陸軍（D20RS；用作精確射手步槍）
- 爱沙尼亚
  - 愛沙尼亞國防軍特種作戰部隊（英语：Estonian Special Operations Force）（D20RS，作精確射手步槍使用）[19]
- 芬兰
  - 芬蘭國防軍特種部隊
  - 芬蘭國家調查局警察快速反應單位（英语：Police Rapid Response Unit (Finland)）[20]
- 法國
  - 法國陸軍
  - 法國特種作戰司令部（英语：Commandement des Opérations Spéciales）[21]
  - 法國國家憲兵干預組
  - 法國國家警察干預組
  - 法國國家警察搜索、援助、干預、威懾
- 德国
  - 德國聯邦國防軍（13寸槍管型417A2命名為「G27」[22]；狙擊步槍版命名為G28[13][23]）
    - 德國陸軍特種部隊司令部（MR308A6命名為“G210”[24]）

  - 德國聯邦警察GSG 9[25]
  - 德國邦警察（英语：Landespolizei）特別行動突擊隊
- 匈牙利
  - 反恐中心（英语：Counter Terrorism Centre）
- 愛爾蘭
  - 愛爾蘭國防軍陸軍遊騎兵聯隊[13][26]
- 義大利
  - 義大利武裝部隊及特種部隊（D12RS）[27]
- 日本
  -  陸上自衛隊[28]（作測試及評價用途）
- 拉脫維亞
  - 拉脫維亞國家武裝部隊
- 立陶宛
  - 立陶宛警察部隊（英语：Lithuanian Police Force）ARAS反恐作戰單位（英语：ARAS (Lithuania)）
- 盧森堡
  - 盧森堡陸軍（英语：Luxembourg Armed Forces）[29]
  - 大公國警察（英语：Grand Ducal Police）特别單位（英语：Unité Spéciale de la Police）
- 马来西亚
  - 馬來西亞皇家海軍特種作戰部隊狙擊小組[13][30]
- 荷蘭
  - 荷蘭皇家陸軍突擊隊軍團（英语：Korps Commandotroepen）（為D16RS，裝上Schmidt & Bender 3-12×50光學瞄準鏡或Aimpoint Comp M2紅點鏡，主要作為精確射手步槍使用）[13][31][32]
- 挪威
  - 挪威國防軍（用作精確射手步槍）[13][33][34]
- 波蘭
  - 波蘭警察（英语：Policja）[13][35]
- 葡萄牙
  - 葡萄牙海軍（英语：Portuguese navy）特別行動分隊（英语：Special Actions Detachment）
  - 警察部門
- 俄羅斯
  - 俄羅斯聯邦安全局（MR308、MR308A3，用作精確射手步槍）[36][37][38]
  - 俄羅斯聯邦警衛局（MR308A3，用作精確射手步槍）
- 新加坡
  - 新加坡武裝部隊特種作戰特遣隊（英语：Special Operations Task Force）
- 斯洛伐克
- 西班牙
  - 特警單位（S20RS）[39]
- 瑞典
  - 瑞典國防軍特戰任務組（D20RS）[40]
- 土耳其
  - 憲兵特種作戰司令部（英语：Gendarmerie Special Operations Command）
  - 警察部門
- 乌克兰：俄羅斯入侵烏克蘭期間由荷蘭軍援。
  - 烏克蘭武裝部隊[41]
- 英国
  - 英國皇家憲兵（英语：Royal Military Police）（命名為“L2A1”）
  - 英國特種部隊[13][42]（命名為“L2A1”）
    - 英國陸軍空降特勤團
    - 英國皇家海軍舟艇特勤團
    - 特種部隊支援群

  - 薩里警察（英语：Surrey Police）[43][44]
  - 西梅西亞警察（英语：West Mercia Police）
- 美国
  - 美國陸軍（G28的改進型G28E，採用了M-LOK導軌護木並被美國陸軍命名為M110A1，作為下一代的緊湊型半自動狙擊系統"CSASS: Compact Semi-Automatic Sniper System"）[45]
  - 美國聯合特種作戰司令部
    - 美國海軍特種作戰開發群

  - 部份地方警察部門

## 流行文化

### 電影
- 2012年— ：12吋槍管型，裝有光学狙擊鏡、兩腳架和抑制器，由參與海神之矛行動的美國海軍特種作戰開發組狙擊手所使用。
- 2016年—：卡其色塗裝並裝上狙擊鏡、抑制器和兩腳架，由GRS隊員馬克·「奧茲」·蓋斯特（馬克斯·馬丁尼飾演）和戴夫·「布恩」·班頓（大衛·丹曼飾演）所使用。

### 電子遊戲
- 2007年—《戰地之王》：命名為“HK417 Sniper”，配備狙擊鏡，歸類為狙擊步槍。
- 2011年—：命名為「M417」，奇怪地使用類似SR-25的灰色彈匣供彈，只能半自動射擊，歸類為精確射手步槍，預設配備機械瞄具。
- 2013年—《2》：為Scarface角色包的武器，掛載M203榴彈發射器，命名為“Little Friend 7.62”。
- 2013年—《3》：型號為HK417 A2 - 20"，命名为“SPAR-17 7.62mm”，以特等射手步槍的形象登場。
- 2015年—：為16寸槍管型，命名為「417」，預設配備機械瞄具，以20發彈匣（於Y4S3復燃行動前為10發）供彈，只能半自動射擊，由法國國家憲兵干預組幹員（包括嵌合體行動賽季幹員Lion, 眩光行動賽季幹員Sens）所使用。
- 2015年—《戰術小隊》：為16寸槍管型，由澳洲陸軍所使用。
- 2018年—《第三次世界大戰（英语：World War 3 (video game)）》：命名為M417，可以在遊戲內進行包括：彈匣、機匣、槍托、槍管、瞄具、握把等的武器改裝。
- 2022年—《和平精英》：命名为 m417，奇怪地使用5.56毫米子弹，配件可以和M416通用,可以安裝不同配件改裝。

### 動畫
- 2015年—《GATE 奇幻自衛隊》：於第1季第9話由日本陸上自衛隊特殊作戰群的隊員用以狙擊從事非法行動的武裝特工，裝上夜視瞄準鏡和抑制器。